# ЛПА512
ЛПА512 је преносиви индустријски програмабилни контролер развијен 1986. године у Иво Лола Рибар институту као унапређење ПА512. Прва употреба је забележена у мариборској фабрици аутомобила (ТАМ).